# Bascanichthys panamensis
Bascanichthys panamensis är en fiskart som beskrevs av Meek och Hildebrand 1923. Bascanichthys panamensis ingår i släktet Bascanichthys och familjen Ophichthidae. IUCN kategoriserar arten globalt som livskraftig. Inga underarter finns listade.